# Monnaie sassanide
La monnaie sassanide a été produite dans les domaines de l'empire sassanide iranien (224–651). Avec l'Empire romain, l'Empire sassanide a été la plus importante entité monétaire de l'Antiquité tardive. La monnaie sassanide a eu une influence considérable sur le monnayage d'autres pays,. Les pièces de monnaie sassanides constituent une source primaire essentielle pour l'étude de la période sassanide et revêtent une importance majeure pour l'histoire et l'histoire de l'art en général,. Le Sylloge nummorum Sasanidarum est l'ouvrage de référence le plus important sur les monnaies sassanides.

## Contexte

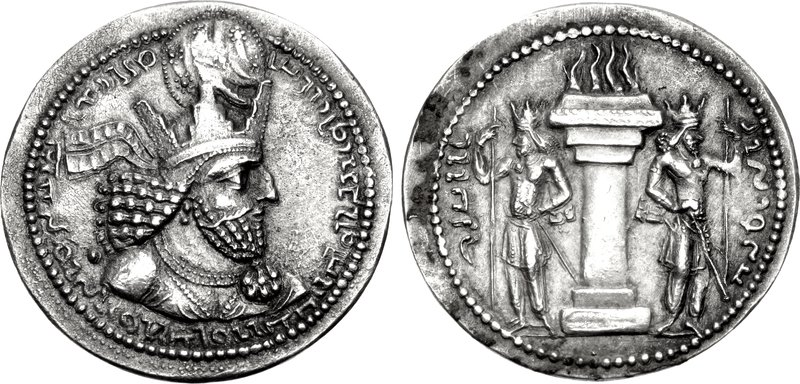
Une pièce d'argent sassanide standard, un drachme de Shapur I avec la tête couronnée et richement ornée du roi à l'avers, et l'autel du feu avec ses deux préposés au revers. Il a été frappé à Ctésiphon vers 240-244. 28 mm, 4,35 gr.

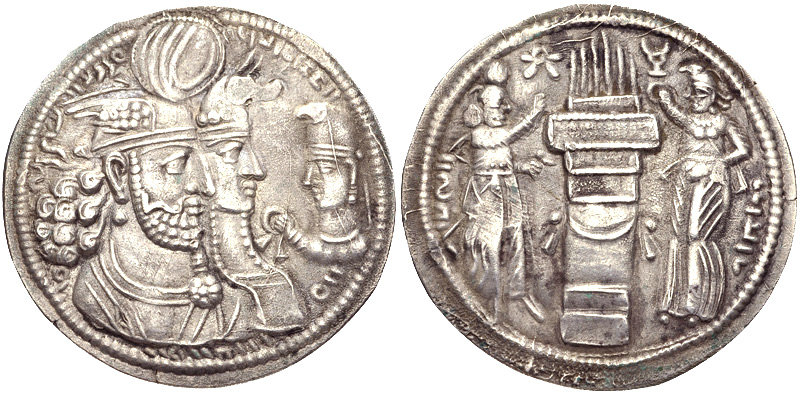
Drahm d'argent de Bahram II (274-293). Avers : Buste couronné de Bahram II et de sa reine Shapurdukhtak, tourné vers la droite ; un petit personnage, peut-être leur fils (plus tard connu royalement sous le nom de Bahram III), qui porte un bonnet à tête d'aigle, fait face à gauche, leur offrant une couronne. Rev : Autel du feu avec serviteurs ; Faravahar à gauche des flammes, symbole du taureau à droite

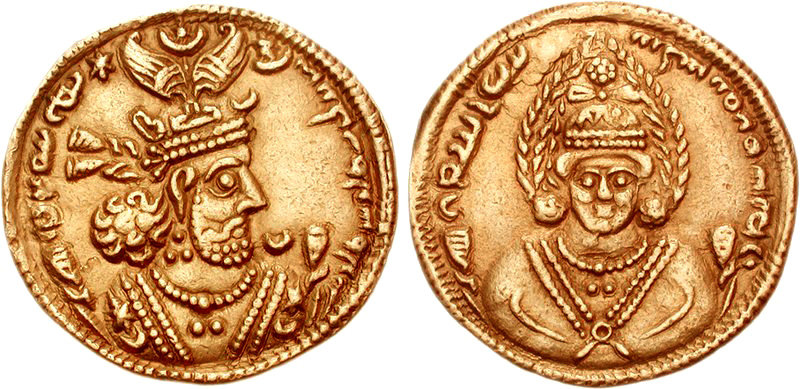
Dēnār d'or de Khosrow II (591–628), atelier incertain, daté de 611. Avers : Buste couronné de Khosrow II et texte moyen persan (Pahlavi) (GDH 'pzwt' et hwslwd mlk'n mlk'). Rev : Buste de face d'Anahita avec nimbe de flammes et texte en moyen-persan (Pahlavi) y'cwysty et 'yl'n 'pzwt hwytk

La principale dénomination des Sassanides, introduite par le roi Ardashir Ier (224-242) et héritée des Parthes, était le drachme d'argent (moyen persan : drahm),. Il s'agit d'une grande pièce mince (une nouveauté à l'époque) qui pèse environ 4 grammes, avec un diamètre de 25-30 mm. Elle était fabriquée en argent relativement pur et produite en grande quantité par tous les rois sassanides. Plusieurs souverains sassanides ont également émis des fractions d'argent (en bien plus petit nombre),. Parmi ces pièces fractionnées figurent l'hémidrachme, l'obole et le tétradrachme. Ardashir Ier avait probablement hérité l'hémidrachme et l'obole du système monétaire de sa province d'origine, Persis (c'est-à-dire Pars). Des pièces de cuivre et (plus rarement) de plomb ont été produites sous différents règnes.
Cependant, le tétradrachme est déjà tombé en disgrâce au début de la période sassanide, sous le règne de Bahram Ier (271-74), car il était principalement fabriqué en cuivre et ne contenait qu'un tout petit peu d'argent. Les hémidrachmes ne sont apparues qu'au début de la période sassanide. Les oboles et les hémioboles ont été utilisés pendant une plus longue période, mais ils n'ont été utilisés que sporadiquement pour des occasions spéciales (par exemple, cadeaux d'investiture, lancers dans la foule). La production des hémidrachmes et des tétradrachmes a finalement cessé sous Bahram II (274-293), mais la variante iranienne de l'obole, le dang (un mot du moyen-persan), a été frappée jusqu'à la fin du règne de Kavad Ier au début du VIe siècle,.
Les pièces d'or ont été produites en quantités limitées et ont été frappées principalement « à des fins de publicité et pour concurrencer l'or romain et kouchan ». Les dinars en or (moyen persan : dēnār, du latin denarius aureus) ont également été introduits par Ardashir Ier, le premier souverain sassanide,. La monnaie d'or était inconnue du système monétaire parthe, le prédécesseur du sassanide. Les pièces d'or sassanides pèsent entre 7 et 7,4 grammes jusqu'au règne de Shapur III (383–388). La frappe de pièces de cuivre était très limitée dans l'empire sassanide.
Pendant plus de quatre cents ans d'histoire sassanide, la frappe des monnaies était un privilège exclusif du pouvoir royal, et la typologie employée sur les monnaies sassanides était invariablement la même dans toutes les parties de l'empire, ce qui montre que les monnaies sassanides étaient sous le contrôle étroit des autorités centrales royales,. Outre le paiement des impôts, le contexte précis de la monnaie sassanide en tant que monnaie au sein de l'empire n'est pas clair. On sait cependant qu'une grande partie de la monnaie sassanide servait à payer les soldats et les troupes. Par conséquent, selon Philippe Gignoux et Michael Bates, Shapur II (309-379) et Peroz Ier (459–484) ont « dû » augmenter la production de pièces de monnaie pendant leur règne, car ils ont mené de nombreuses campagnes. Des quantités massives ont été frappées sous Kavad Ier, Khosrow Ier (531-579) et Khosrow II (590-628), qui ont été impliqués dans des guerres de grande envergure.Toutes les pièces sassanides étaient frappées à la main et, comme dans l'Empire romain, la production de pièces était réglementée selon des « plans précis et bien organisés ».

## Iconographie et typologie
Les monnaies sassanides présentent un type d'iconographie très cohérent, du IIIe siècle av. J.-C. au VIIe siècle apr. J.-C., « bien qu'en termes de style, les portraits et les revers deviennent progressivement stylisés ». Selon Rebecca Darley et Matthew Canepa:
« Les pièces portaient généralement le portrait royal à l'avers et un autel de feu avec deux serviteurs au revers. Les pièces sassanides comportaient plusieurs anneaux et les pièces sassanides tardives comportaient des symboles astraux à l'extérieur des anneaux. Les légendes sont en pahlavi. Elles comprennent le nom et les titres du roi des rois sur l'avers et, sur le revers, la phrase « feu de (nom du roi) » et, parfois, un slogan. Le lieu de frappe est parfois indiqué. Chaque roi a adopté une couronne personnelle ornée de symboles divins et astraux. Dans l'ensemble, ces symboles lui étaient propres. Les exceptions sont les cas de corégence initiale (par exemple Ardashir 1er et Shapur 1er) et la fin de la période sassanide, lorsque les couronnes deviennent très stylisées et souvent similaires. Si un roi subissait une grave défaite, il pouvait adopter une nouvelle couronne (par exemple Narseh). »

## Monnaie sassanide du Sind

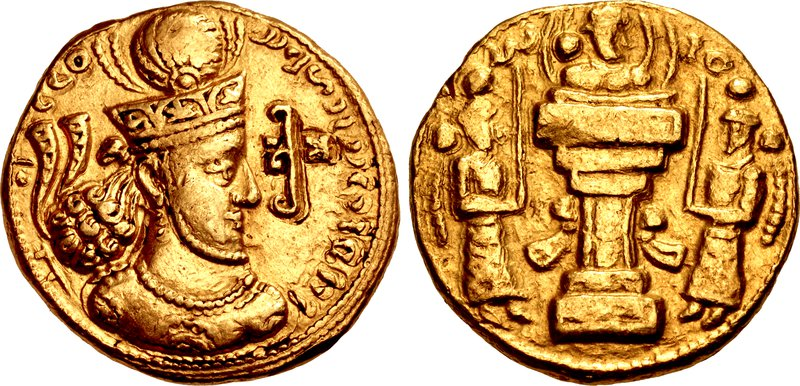
Pièces d'or du souverain de l'Empire sassanide Shapur III (r. 383-388), frappées dans le Sind, au Pakistan moderne. Avers : Portrait de Shapur III, personnage de l'écriture Brahmi Śrī</img> ("Seigneur") devant le Roi. Légende Pahlavi dégradée autour. Revers : Autel du feu avec serviteurs,.

La monnaie sassanide du Sind désigne une série d'émissions de style sassanide, frappées de 325 à 480 de notre ère dans le Sind, dans la partie méridionale du Pakistan moderne, avec le type de pièce des souverains successifs de l'Empire sassanide, de Shapur II à Peroz Ier. Avec la monnaie des Kushano-Sasanians,ces pièces sont souvent qualifiées « d’indo-sassanides ». Elles constituent une partie importante du monnayage sassanide.

## Monnaie sassanide d'Ibérie (Géorgie)
Bien que plusieurs trésors aient été découverts dans l'actuelle Géorgie contenant des pièces sassanides habituelles, aucune marque de frappe locale n'a été identifiée jusqu'à présent pour ces monnaies sassanides régulières. Toutefois, des pièces dites « kartvelo-sasaniennes » ont été produites localement à Kartli au cours de la dernière période de suzeraineté sassanide sur le centre-est de la Géorgie (l'Ibérie des auteurs classiques), c'est-à-dire à la fin du VIe siècle et dans la première moitié du VIIe siècle. Comme toutes les pièces existantes de ce type sont ornées à l'avers de l'image d'Hormizd IV ou de Khosrow II, il n'y a pas de pièces kartvelo-sassaniennes antérieures au règne d'Hormizd IV (qui a débuté en 579). La production de pièces kartvélo-sasaniennes a commencé après la suppression de la monarchie ibérique par les Sasanides, datée par Cyril Toumanoff vers 580.
Les pièces kartvelo-sassaniennes sont généralement ornées de lettres et/ou de monogrammes de lettres et / ou de monogrammes asomtavruli. Ces monogrammes représentent généralement les noms des eristavis éminents et des princes présidents (eristavta-mtavaris) éminents et contemporains d'Ibérie. Les premières pièces de Kartvelo-Sasanian, qui font partie de la première phase, portent l'inscription JO, qui, selonStephen H. Rapp Jr, se traduit par « O, Croix ». Une fois la Principauté d'Ibérie fermement établie, les inscriptions, dans cette deuxième phase, ont évolué vers des monogrammes qui mentionnaient le nom des princes présidents. Parmi ces monogrammes, on peut citer GN et GRG, c'est-à-dire respectivement« Gurgen/Guaram » ; ces deux abréviations sont identifiées avec le prince Gouaram Ier (588-590). Les princes présidents qui ont suivi cette phase ont été encore plus audacieux dans la présentation de leur affiliation religieuse. Dans cette troisième et dernière phase des pièces de Kartvelo-Sasanian, on peut distinguer une petite croix qui remplace la flamme sacrée zoroastrienne au sommet de l'autel du feu. Cette série commence par l'abréviation SPNS, c'est-à-dire «Stepanoz Ier», placée autour de l'image du shahanshah sassanide Hormizd VI. Le texte ne gêne pas la lecture de la légende typiquement utilisée en moyen-persan. Ces adaptations se développent encore pendant le règne de Stepanoz I (590-627), ou peut-être pendant le règne de Stepanoz II (642–650). Dans cette sous-phase, l'inscription complète du nom « Stepanoz » peut être vue des deux côtés de la tête du Shahanshah sassanide, et l'inscription en moyen-persan indiquant le nom et l'année royale du Shahanshah est éliminée.

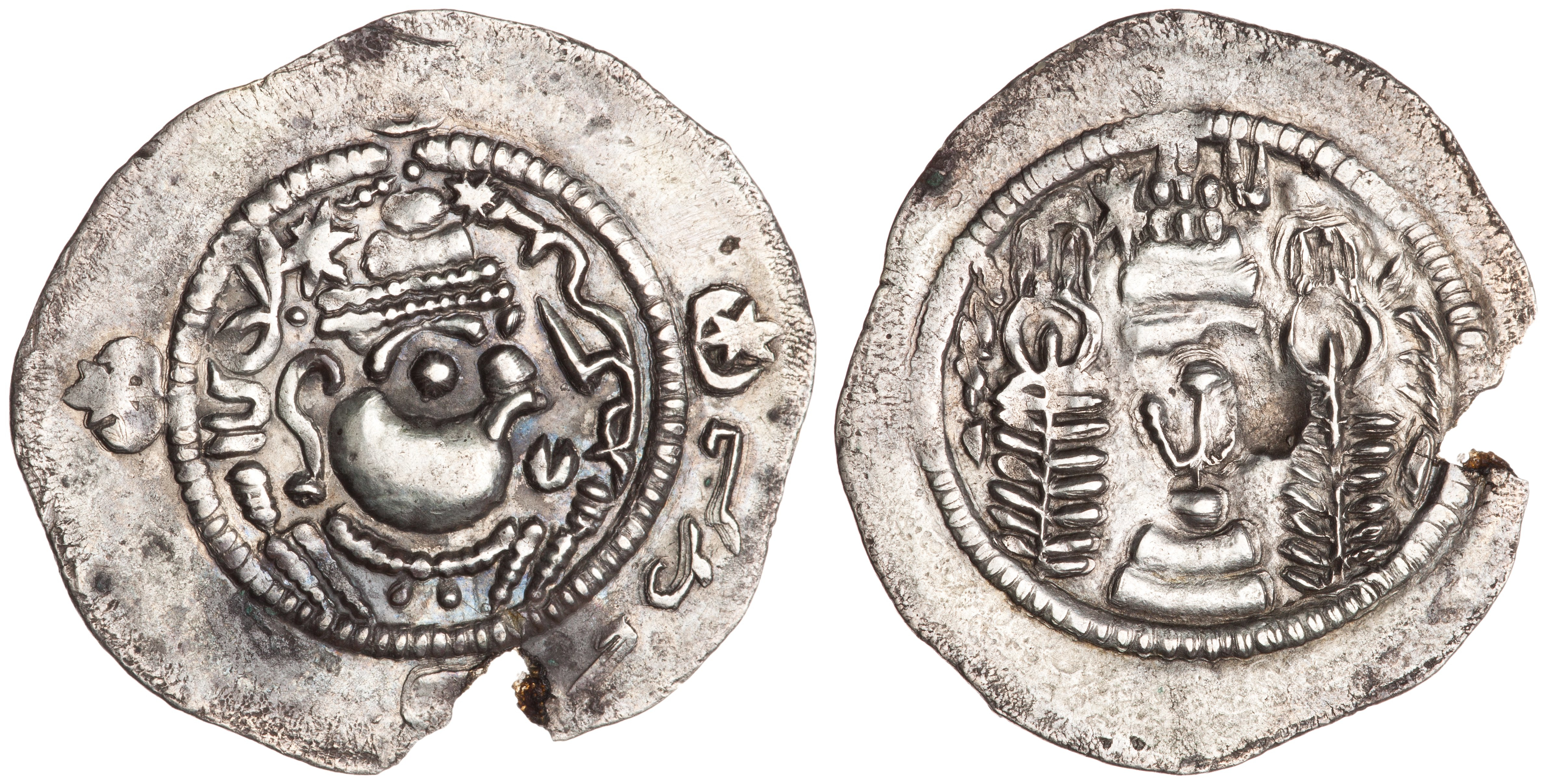
Pièce de type sassanide du prince Gouaram Ier, avec à l'avers le buste d'Hormizd IV et l'inscription asomtavruli GRG,c'est-à-dire Gurgen.
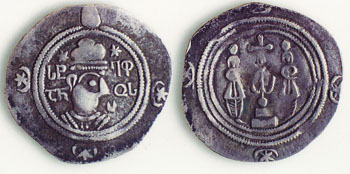
Pièce de type sassanide du prince Stephen I, avec à l'avers le buste de Khosrow II et l'inscription asomtavruli STEP'ANOS.

## Influence sur la monnaie d'autres pays
Selon Darley et Canepa, la monnaie sassanide était largement utilisée dans les échanges commerciaux, notamment avec l'Asie centrale et la Chine, et elle a servi de modèle pour les types frappés dans les régions voisines de l'empire sassanide, notamment les régions gouvernées par les hepthalites et les kidarites. Après la conquête arabe de l'Iran, le califat omeyyade a copié les pièces sassanides en y ajoutant généralement des légendes arabes. Cependant, certaines pièces de cette période ont été frappées sans aucun texte arabe. Ces pièces dites arabo arabo-sassanides ont été frappées au cœur de l'ancien empire sassanide et reprenaient les motifs sassanides, notamment la représentation de l'autel du feu zoroastrien,. Lorsque sous le règne d'Abd al-Malik ibn Marwan (685–705) une nouvelle monnaie musulmane « aniconique » a été créée, le nouveau dirham islamique en argent « devait encore son tissu d'argent distinctif et son large flan aux techniques de frappe sassanides ».

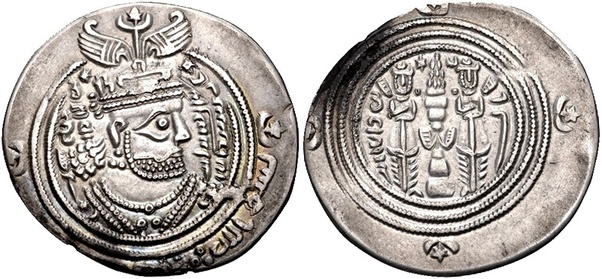
Pièce de type sassanide des Omeyyades, le buste imitant celui de Khosrow II
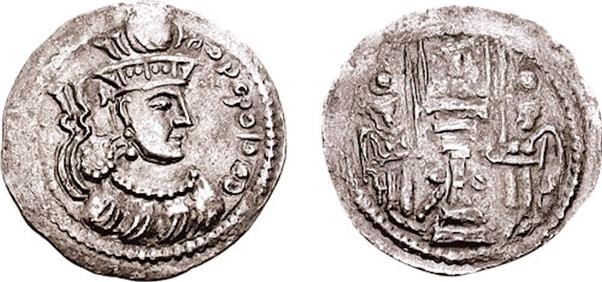
Pièce de type sassanide des Kidarites, le buste imitant celui de Shapur III
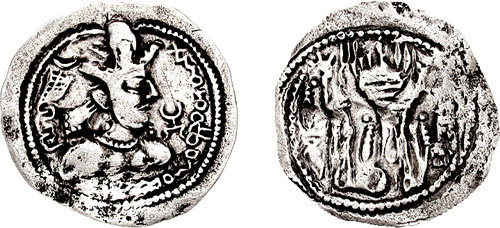
Pièce précoce des Huns d'Alkhon basée sur un motif sassanide, avec un buste imitant Shapur II. Datée de 400-440 de notre ère[13],[14],[15],[16].
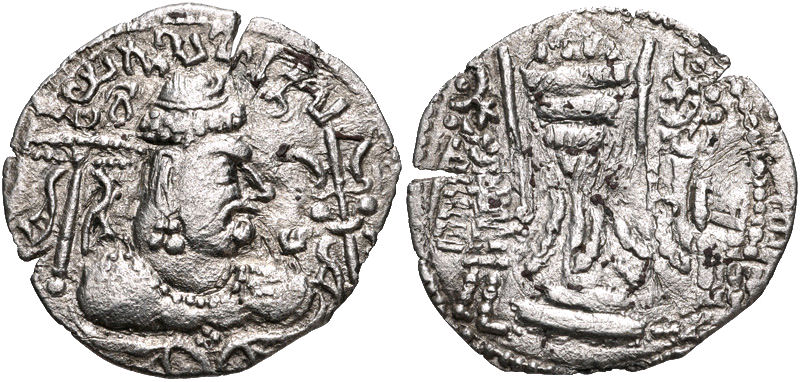
Monnaie du roi des huns Mihirakula avec légende en écriture gupta indienne. Recto : Bordure en pointillés autour d'un autel du feu flanqué d'assistants dans le style sassanide[17],[18],[19].
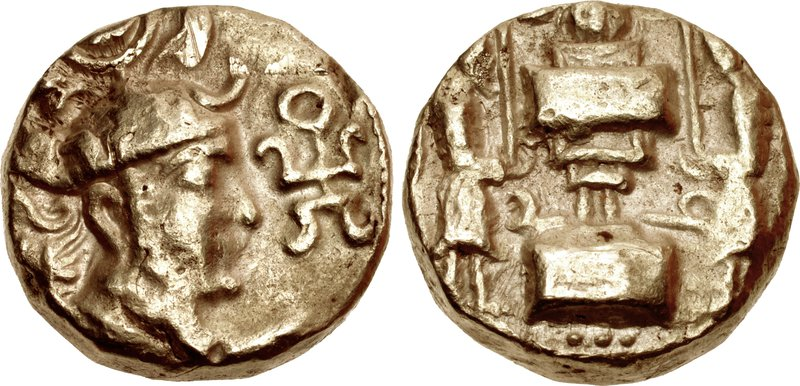
Chef hun incertain, pièce dérivée du monnayage sassanide du Sind. Sind, Ve siècle
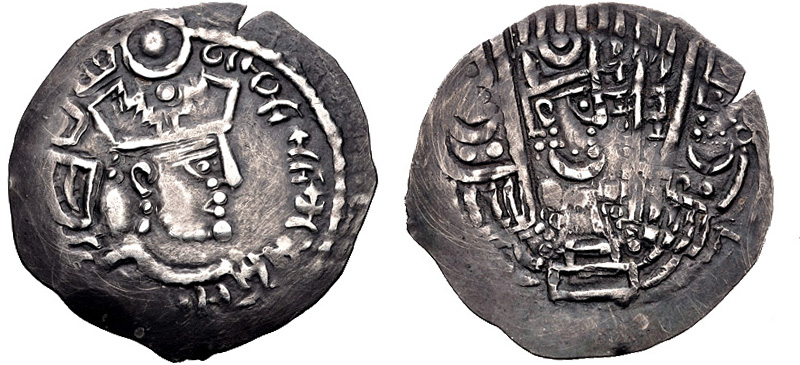
Drachme en argent d'après l'exemple sassanide des Bukhar Khudahs, Sogdia, début du VIIIe siècle. 30 mm, 3,08 gr. Le revers montre la tête du roi sur l'autel, les assistants étant presque méconnaissables.
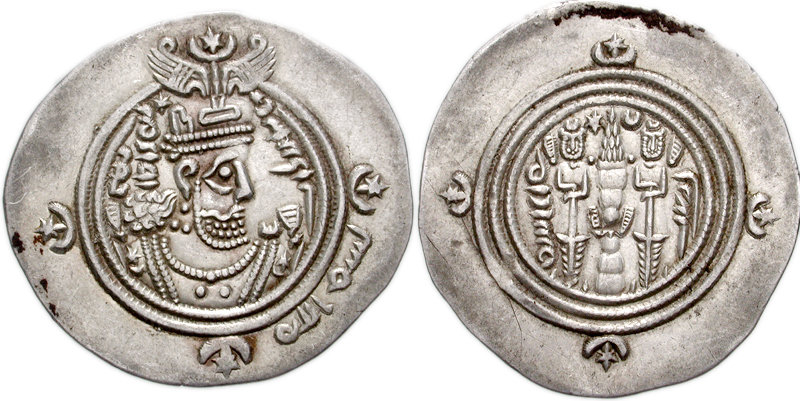
Pièce du califat de Rashidun. Imitation du type Khosrau II, souverain de l'Empire sassanide. Monnaie de BYS (Bishapour). Datée 656. Buste de style sassanide imitant Khosrau II à droite ; Basmala dans la marge.

### Monnaie indo-sasanienne (530 à 1202)
Il existe également toute une catégorie de pièces indiennes, dans le « style indo-sassanide », qui ont été dérivées du dessin sassanide de manière plutôt géométrique, parmi les Gurjaras, Pratiharas, Chaulukya - Paramara et Palas d'environ 530 à 1202 de notre ère. Typiquement, le buste du roi sur l'avers est très simplifié et géométrique, et le dessin de l'autel du feu, avec ou sans les deux assistants, apparaît comme un motif géométrique sur le revers de ce type de monnaies,.

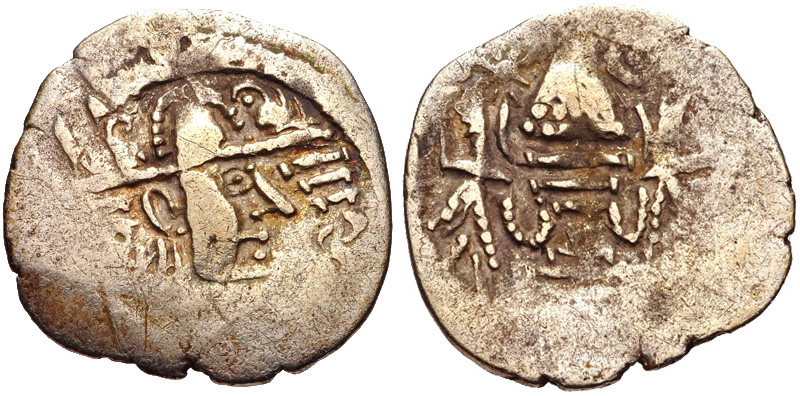
Pièce de monnaie de la dynastie Gurjara, sur le modèle de la monnaie sasanienne du Sind. Sind. Vers 570-712 de notre ère
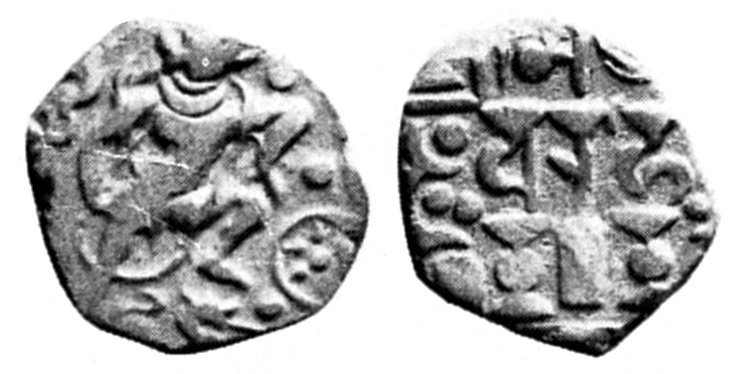
Monnaie Gurjara-Pratihara de Bhoja ou Mihara, roi de Kanauj, 850-900 de notre ère. Obv : Sanglier, incarnation de Vishnu, et symbole solaire. Rev : « Traces de type sassanide ». Légende : Srímad Ādi Varāha « Le sanglier primitif chanceux »[22].
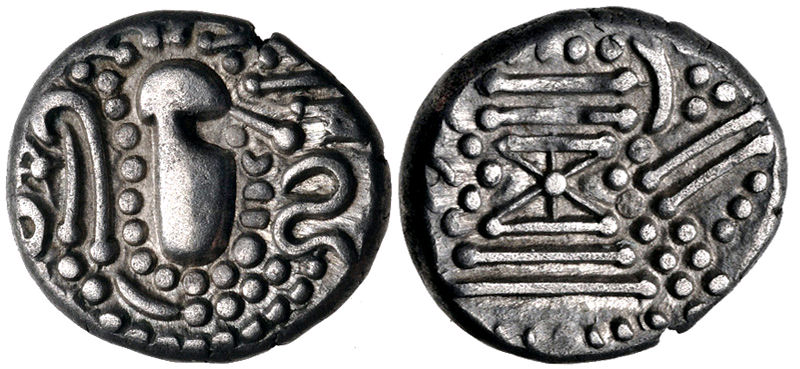
Pièce de monnaie Chaulukya-Paramara, vers 950-1050 de notre ère. Représentation stylisée des pièces de la dynastie Chavda : Buste de style indo-sassanien à droite ; pastilles et ornements autour / Autel du feu stylisé ; pastilles autour.

## Voir également
- Monnayage achéménide
- Monnaie parthe
- Monnaie romaine
- Monnaie byzantine

## Sources
- « {{Article encyclopédique}} : paramètre titre article manquant », dans Encyclopaedia Iranica, Vol. VI, Fasc. 1, 1992, 14–41 p.
- « {{Article encyclopédique}} : paramètre titre article manquant », dans Encyclopaedia Iranica, Vol. II, Fasc. 3, 1986, 225–229 p.
- « {{Article encyclopédique}} : paramètre titre article manquant », dans Encyclopaedia Iranica, Vol. VII, Fasc. 4, 1995b, 412–416 p.
- « {{Article encyclopédique}} : paramètre titre article manquant », dans Encyclopaedia Iranica, Vol. VII, Fasc.4, 1995a, 424–428 p.
- Stephen H. Jr Rapp, The Sasanian World through Georgian Eyes: Caucasia and the Iranian Commonwealth in Late Antique Georgian Literature, Routledge, 2014 (ISBN 978-1472425522, lire en ligne)
- « {{Article encyclopédique}} : paramètre titre article manquant », dans Encyclopaedia Iranica, 2005

## Lectures complémentaires
- Howard-Johnston, « The Sasanian state: the evidence of coinage and military construction », Journal of Ancient History, vol. 2, no 2,‎ 2014, p. 144-181 (DOI 10.1515/jah-2014-0032)
- Nikolaus Schindel, The Oxford Handbook of Ancient Iran, Oxford University Press, 2013, 814–840 p., « Sasanian Coinage »